# Герштейн, Лариса Иосифовна
Лари́са Ио́сифовна Герште́йн (ивр. לריסה גרשטיין‎; 20 августа 1951, Киргизская ССР — 9 декабря 2023, Израиль) — израильская политическая и общественная деятельница, активистка репатриантов из СНГ, певица, исполнитель песен Булата Окуджавы. Бывший вице-мэр Иерусалима. Основатель Фонда Булата Окуджавы в Израиле. Председатель Комитета в защиту демократии и прав человека.

## Биография
Отец — Иосиф (Юз) Абрамович Герштейн (11 марта 1919, Киев — 15 декабря 2018, Иерусалим), киргизский советский кинорежиссёр-документалист.
Семья матери была сослана в Киргизскую ССР в 1940 году с Западной Украины. В 1952 году семья переехала во Фрунзе, Киргизская ССР, в 1961 году — в Ленинград.
Лариса Герштейн окончила химический факультет ЛГПИ им. Герцена, в 1975 году репатриировалась в Израиль с родителями.
Некоторое время работала в Хайфском Технионе. В 1990 году она вышла замуж за Эдуарда Кузнецова. Работала вместе с мужем на радиостанции «Свобода».
Занимала пост заместителя мэра Иерусалима. Придерживалась правых политических взглядов, была противницей компромисса в арабо-израильском конфликте.
С конца 1970-х выступала с песнями Булата Окуджавы на концертах. В 1978 году совершила гастрольный тур по США. Исполняла песни на 7 языках: русском, иврите, английском, испанском, идиш, ладино и цыганском. Перевела песни Окуджавы на иврит.
Скоропостижно скончалась 9 декабря 2023 года.